# 145588 Sudongpo
145588 Sudongpo este un asteroid din centura principală de asteroizi.

## Descriere
145588 Sudongpo este un asteroid din centura principală de asteroizi. A fost descoperit pe 15 august 2006 la Observatorul Lulin de Ye Quan-Zhi. Asteroidul prezintă o orbită caracterizată de o semiaxă mare de 2,32 ua, o excentricitate de 0,11 și o înclinație de 6,6° în raport cu ecliptica.